# Шайтанка (нижний левый приток Чусовой)
Шайта́нка (в верховьях — Больша́я Шайта́нка) — река на Среднем Урале, в Шалинском городском округе Свердловской области. Нижний левый приток реки Чусовой, в которую впадает около села Чусового. Длина — около 24 километров (по другим данным, 17 километров).
Площадь водосборного бассейна — 118 км².
Исток расположен на водоразделе рек Чусовой и Сылвы, вблизи остановочных пунктов Пермяки и Вырубки Свердловской железной дороги на участке Кузино — Уткинский Завод.
В 1727 году в устье реки была заложена плотина и образован пруд, обеспечивавший работу Шайтанского завода. Площадь пруда 0,52 км².

## Данные водного реестра
Код объекта в государственном водном реестре — 10010100612111100010553.